# Калязин Пост
Калязин Пост (Калязин-Пост) — узловая железнодорожная станция в городе Калязине Тверской области. Относится к железнодорожным линиям: Калязин Пост — Сонково, Калязин Пост — Углич, Калязин Пост — Савёлово. 
Располагается на западной окраине города, возле бывшей деревни Давыдково (сейчас квартал Калязина) и деревни Иванково.

## Движение
Осуществляется пригородное движение поездов Сонково — Савёлово. Крупный узел транзитных грузов. 
На станции осуществляется продажа посадка и высадка пассажиров. Железнодорожные линии и станция не электрифицированы. 